# جان سال
جان سال (انگلیسی: John Saul؛ ‏ ۲۹ اکتبر ۱۸۵۷ – ۲۸ اوت ۱۹۰۴) یک تن‌فروش ایرلندی بود که در دو رسوایی بزرگ همجنس‌گرایی و به عنوان یک شخصیت در دو اثر از ادبیات پورنوگرافی آن دوره حضور داشت. او که «در دوبلین و لندن بدنام» تلقی می‌شد و «به دلیل شهادت پرحاشیه‌ای که در رسوایی خیابان کلیولند داد، بدنام و مفتضح شد» و ماجرایش در روزنامه‌های سراسر جهان منتشر شد، اخیراً موضوع تحلیل‌ها و گمانه‌زنی‌های علمی قرار گرفته‌است. یکی از دلایل این گمانه‌زنی‌ها فقدان اطلاعات کافی در مورد زندگی و چشم‌انداز روسپی‌های مرد در آن دوره است. جان سال همچنین توسط برخی به عنوان فردی سرکش در جامعه ای که به دنبال سرکوب او بود، دیده می‌شود: «شخصی خوارشده و حقیر که موقعیت اجتماعی داده‌شده به‌خود را نمی‌پذیرد».